# Ganymedes (måne)
 For alternative betydninger, se Ganymedes. (Se også artikler, som begynder med Ganymedes)
 Der er for få eller ingen kildehenvisninger i denne artikel, hvilket er et problem. Du kan hjælpe ved at angive troværdige kilder til de påstande, som fremføres i artiklen.

Ganymedes (Jupiter III) er Jupiters samt solsystemets største og mest massive måne. Som det 9. største objekt i solsystemet er den det største objekt, som ikke har en betydelig atmosfære. Hvis den var i kredsløb rundt om Solen i stedet for Jupiter, ville den være klassificeret som en planet.
Målt på diameteren er Ganymedes over dobbelt så stor som dværgplaneten Pluto og knap 8% større end Merkur; til gengæld er Ganymedes' masse 45% (dvs. mindre end halvdelen) af Merkurs. Den blev opdaget i 1610 af Galileo Galilei sammen med Io, Europa og Callisto og er således én af de såkaldte galileiske måner. Galilei foreslog navnet Ganymedes efter Ganymedes fra den græske mytologi. Dette navn vandt først udbredelse fra midten af det 20. århundrede — indtil da refererede faglitteraturen til Ganymedes som "Jupiter-III" (III som i romertallet 3; Jupiters 3. måne talt "indefra").

## Ganymedes' indre
Ganymedes består af vandig is, eventuelt med et eller flere lag med flydende vand, omkring en kerne af silikater. Foreløbinge analyser af data fra rumsonden Galileo tyder på, at der inderst inde findes en kerne af jern, muligvis blandet med svovl. En sådan jernkerne tyder på, at Ganymedes engang har været meget varmere, eftersom jernet med dets høje massefylde synker til bunds (ind mod centrum) i en blanding af flydende jern og silikater. Ganymedes kan være en "tvilling" til Io, blot forsynet med et tykt lag is og vand.

## Ganymedes' overflade
Der findes to landskabstyper på Ganymedes: De mørkeste områder ligner til en vis grad Callistos overflade; de er meget gamle og har talrige kratre, mens de lysere, lidt yngre landskaber er præget af furer og bjergrygge. De furede områder er helt tydeligt et resultat af pladetektonik. Ganske som Jorden er Ganymedes' overflade inddelt i et antal separate stykker, der kan bevæge sig i forhold til hinanden, f.eks. støde sammen og danne bjergkæder. Man har også fundet landskabsdetaljer, der ligner gamle, for længst størknede lavastrømme. I den henseende ligner Ganymedes måske Jorden mere end Venus og Mars gør, selv om der ikke er fundet tegn på nylig tektonisk aktivitet på Ganymedes. Tilsvarende foldelandskaber er fundet på Saturn-månen Enceladus og Uranus-månerne Miranda og Ariel.
Der er mange kratre i begge landskabstyper, og ud fra deres tæthed kan man anslå landskabernes alder til 3 – 3½ milliard år; ca. samme alder som vores egen Månes landskaber. Nogle kratre kom før foldelandskaberne, andre efter, så foldebjergene må være omtrent lige så gamle som kratrene.
Kratre på Ganymedes er temmelig flade sammenlignet med dem på Jordens Måne; de er langt fra så dybe, og har ikke det for Månens kratre så karakteristiske ringbjerg. Meteorer, der rammer Ganymedes is-overflade, borer sig langt ned, hvorefter "hullet" fyldes ud med ny is.
I 2015 blev det ved hjælp af NASA's rumteleskop Hubble bekræftet, at der formentlig befinder et underjordisk hav under isens overflade. Det underjordiske hav skulle rumme mere vand, end der er på hele Jordens overfalde.

## Atmosfære
Ved hjælp af Hubble teleskopet har man fundet tegn på, at Ganymedes har en ganske tynd atmosfære i stil med den, der findes på Europa. Det er dog ikke noget tegn på liv på eller over overfladen — man mener, at denne ilt skyldes vanddamp fra overfladen, som spaltes i ilt og brint af strålingen. Brint kan med dets lave molekylevægt let undslippe Ganymedes' tyngdefelt, mens ilten bliver tilbage.

## Magnetisme
Galilei-rumsonden har påvist, at Ganymedes som den eneste måne har sit eget magnetfelt dybt inde i Jupiters enorme magnetfelt. Dette magnetfelt skabes muligvis på samme måde som på Jorden ved en proces, der involverer, at kloden har et indhold af flydende, elektrisk ledende materiale — dette kunne være "saltvand", dvs. vand der indeholder forskellige opløste mineraler. Ganymedes magnetfelt skaber polarlys omkring månens to poler. Når magnetfeltet skifter på Ganymedes, skifter lysene også.